# Ernst Gruson
Ernst Friedrich Ludwig Gruson (Halberstadt, 10 marzo 1869 – Quedlinburg, 4 gennaio 1962) è stato un generale belga, che durante la grande guerra di distinse particolarmente durante la battaglia di Liegi, e poi in quelle di Mons e di Le Cateau. Insignito dell'Ordine Pour le Mérite il 6 giugno 1918.

## Biografia
Nacque ad Halberstadt il 10 marzo 1862, figlio di un sottotenente dell'esercito prussiano caduto mentre era comandante di compagnia nel corso della battaglia di Gravelotte durante la guerra franco-prussiana.
Dopo aver conseguito il diploma di scuola superiore il 1° aprile 1889, si arruolò come cadetto ufficiale nel 4. Magdeburgische Infanterie-Regiment Nr. 67 dell'esercito prussiano. Nell'aprile 1897 fu trasferito al 10. Lothringische Infanterie-Regiment Nr. 174 e, dopo la promozione a sottotenente il 10 settembre 1890, fu nominato aiutante di campo del 1° Battaglione. Frequentò poi l'Accademia di guerra prussiana dall'ottobre 1899 al luglio 1902. Il 10 aprile 1906, promosso capitano, gli fu contemporaneamente conferita la nomina a comandante di compagnia. Mantenne questo incarico anche dopo il suo trasferimento al 5. Hannoversches Infanterie-Regiment Nr. 165 il 1° ottobre 1912.
Con lo scoppio della prima guerra mondiale, in qualità di comandante della 12ª Compagnia del suo reggimento, entrò inizialmente nel Belgio neutrale e prese parte ai combattimenti che portarono alla cattura di Liegi. Riuscì a prendere prigioniero di guerra il generale e comandante del campo fortificato di Liegi Gérard Leman a Fort de Loncin. Successivamente combatté nelle battaglie di Monse di Le Cateau. Il 1° settembre 1914 fu nominato comandante del III Battaglione e promosso maggiore quattro giorni dopo. Alla fine del mese, fu ferito all'avambraccio destro da una pallottola di fucile durante i combattimenti sull'Aisne. Trasferito il 30 marzo 1917 al 4. Thüringischen Infanterie-Regiments Nr. 72. gli fu conferita la più alta onorificenza al valore prussiana, l'Ordine Pour le Mérite, il 6 giugno 1918, per i suoi servizi.
Dopo la firma del armistizio di Compiègne, guidò il suo reggimento in patria, dove fu smobilitato a Torgau il 24 dicembre 1918.  Ritornò poi in servizio al 5. Hannoversche Infanterie-Regiment Nr. 165, il 10 gennaio 1919. Dopo che anche questo reggimento fu smobilitato, formò il Freiwilligen-Bataillon Gruson, e con i Freikorps, partecipò ai combattimenti contro gli Spartachisti a Chemnitz quell'estate. Il suo reparto fu poi incorporato come III Battaglione nel Reichswehr-Schützen-Regiment 8 della Reichswehr provvisoria. Il 1° gennaio 1920, u nominato capo dell'ufficio di collegamento di Dresda della Heeres-Friedens-Kommission. In questa veste venne promosso tenente colonnello il 30 novembre 1920, con anzianità dal 1° ottobre 1920.
Il 1° aprile 1922 fu congedato dal servizio attivo con il grado di colonnello e il permesso di indossare l'uniforme del 4. Thüringischen Infanterie-Regiments Nr. 72. Il 27 agosto 1939, il cosiddetto giorno di Tannenberg, fu promosso a maggiore generale della Wehrmacht.
Stabilitosi a Quedlinburg, nella cosiddetta Villa Mummental, che a quel tempo si chiamava Villa Gruson, lì si spense il 4 gennaio 1962.